# Bruno Peyron

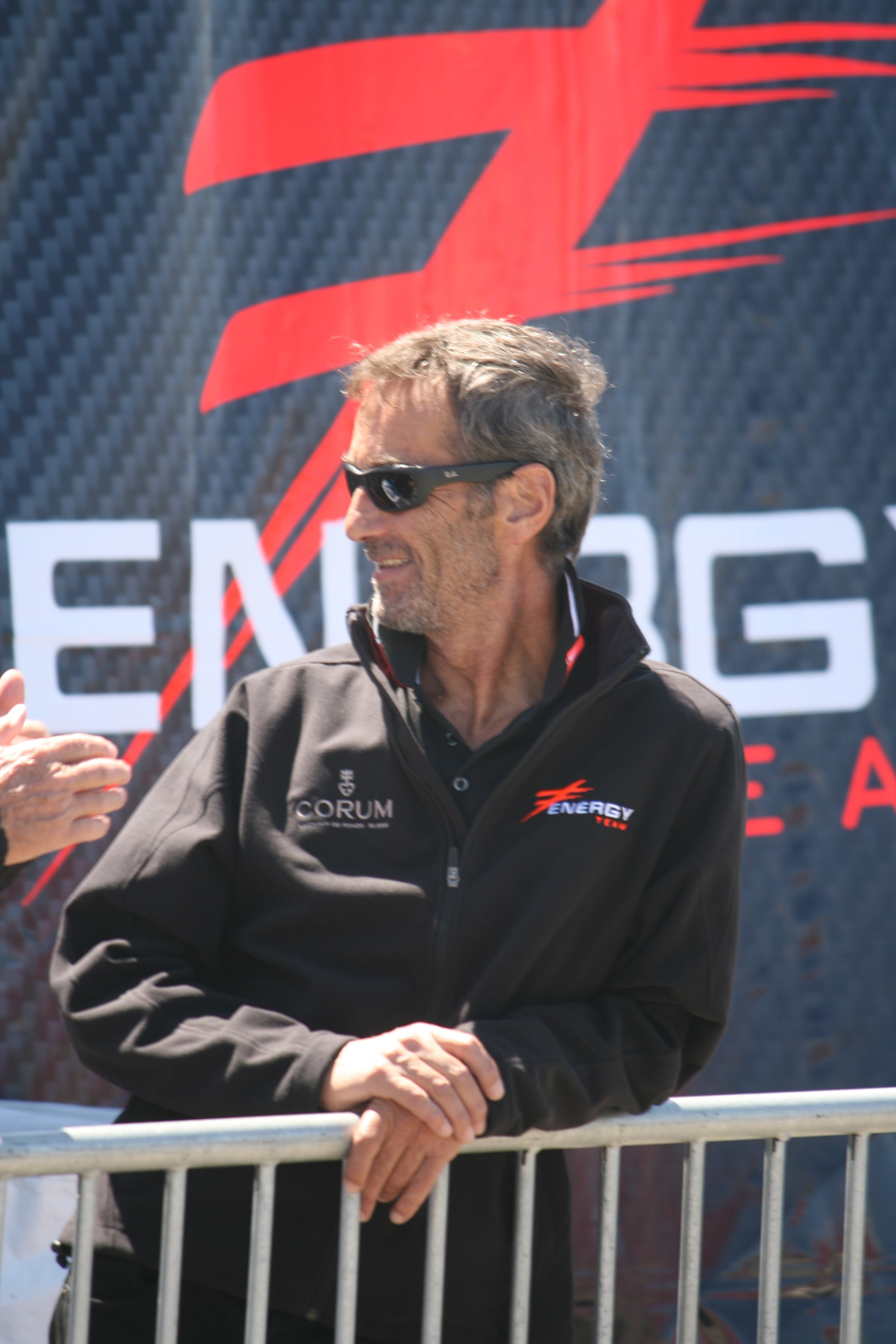
Bruno Peyron (2012)

Bruno Tristan Peyron (* 10. November 1955 in Angers) ist ein französischer Segler und Abenteurer, der mit seiner Crew und den Riesenkatamaranen Commodore Explorer (ex-Jet Services V von Serge Madec), Orange und Orange II mehrere Weltrekorde aufgestellt hat, insbesondere dreimal den Rekord für die schnellste Weltumsegelung.
1982 und 1986 ersegelte Peyron bei der Route du Rhum den zweiten Platz.
Bruno Peyron ist der älteste von drei Brüdern. Loïck Peyron ist ebenfalls Segler und trat zum Teil in denselben Regatten wie sein älterer Bruder an; Stéphane Peyron, der jüngste der drei, überquerte als erster Windsurfer 1987 allein den Atlantik (sein Windsurfgerät nutzte später Raphaëla le Gouvello), surfte bis fast an den magnetischen Nordpol und ist derzeit an der Produktion der französischen Dokumentarfilmreihe Dans la Nature beteiligt.
Von ihm wurde die am 31. Dezember 2000 gestartete weltumsegelnde Regatta The Race initiiert.

## Rekorde (Auswahl)
1993/94 segelte Peyron von Frankreich aus in der Rekordzeit von weniger als 80 Tagen um die Welt und wurde damit erster Gewinner der Jules Verne Trophy. Im Wechsel mit anderen Rekordseglern gelang es Peyron noch zweimal – 2002 und 2005 – den jeweiligen Rekord für die 27.000 Seemeilen lange Strecke um die Welt zu verbessern und die Jules Verne Trophy zurückzuerobern. Das dritte Mal benötigte er dafür nur noch 50 Tage, 16 Stunden und 20 Minuten; erst 2010 wurde die Zeit im dritten Anlauf von Franck Cammas auf seinem Trimaran Groupama 3 um mehr als 2 Tage unterboten.

Am 6. Juli 2006 überquerte er den Atlantik in 4 Tagen, 8 Stunden, 23 Minuten und 54 Sekunden. Damit brach er den Rekord von Steve Fossett.

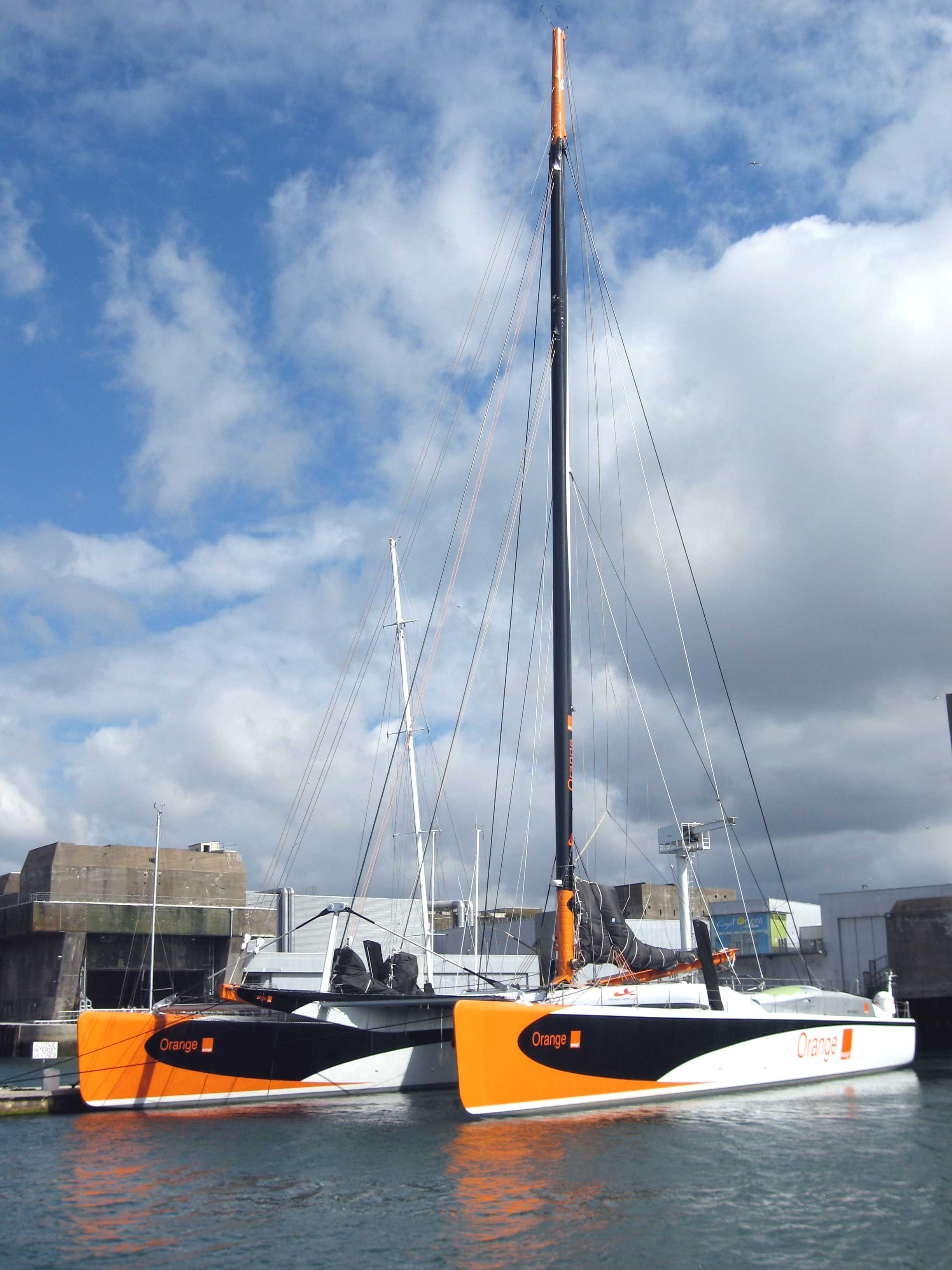
Katamaran Orange II (Lorient, 2006)

Beide Rekorde wurden mit seinem Riesenkatamaran Orange II aufgestellt, der nach dem gleichnamigen Unternehmen benannt ist. Das Boot verfügt über einen 45 m hohen Mast und ist 38 m lang.